# 3e étape du Tour de France 2011
Pour un article plus général, voir Tour de France 2011.
La 3e étape du Tour de France 2011 s'est déroulée le lundi 4 juillet 2011. Elle est partie d'Olonne-sur-Mer pour arriver à Redon après 198 km. Cette étape est remportée au sprint par l'Américain Tyler Farrar (Garmin-Cervélo). Le champion du monde norvégien Thor Hushovd conserve le maillot jaune.

## L'étape

### Profil
Longue de 198 kilomètres, l'étape traverse le département de la Loire-Atlantique entre un départ d'étape donné de Vendée, à Olonne-sur-Mer, et une arrivée en Ille-et-Vilaine, à Redon. La traversée du Parc naturel régional de Brière et de Pontchâteau est à l'honneur en ce jour.

### Déroulement de la course
Cinq coureurs décident de prendre l'échappée : le néerlandais Niki Terpstra (Quick-Step), deux espagnols, Rubén Pérez Moreno (Euskatel-Euskadi) et José Iván Gutiérrez (Movistar), et deux français, Maxime Bouet (AG2R La Mondiale) et Mikaël Delage (FDJ). Au Sprint Intermédiaire de Saint-Hilaire-de-Chaléons, Mikaël Delage passe devant José Iván Gutiérrez et Niki Terpstra ; derrière à plus de 6 minutes, Denis Galimzyanov conclue le peloton. La seule côte répertoriée de la journée correspond à la montée du Pont de Saint-Nazaire. Mickaël Delage passe une nouvelle fois devant ses camarades de route. L'échappée, qui n'est plus constituée ensuite que de José Iván Gutiérrez et de Mickaël Delage, finit absorbé par le peloton à 9 kilomètres de l'arrivée. À noter que l'estonien Rein Taaramäe (Cofidis) connaît une crevaison à 12 km du final. Après une légère cassure dans les 200 derniers mètres, c'est Tyler Farrar (Garmin-Cervélo) qui remporte sa première victoire d'étape sur le Tour devant Romain Feillu (Vacansoleil). L'Américain dédie sa victoire à son ami Wouter Weylandt, décédé sur les routes sur Giro au mois de mai. José Joaquín Rojas (Movistar) s'empare du maillot vert et Thor Hushovd conserve son Maillot Jaune.

## Sprints
| Premier     | Mickaël Delage      | 20 pts. |
| Deuxième    | José Iván Gutiérrez | 17 pts. |
| Troisième   | Niki Terpstra       | 15 pts. |
| Quatrième   | Rubén Pérez         | 13 pts. |
| Cinquième   | Maxime Bouet        | 11 pts. |
| Sixième     | Denis Galimzyanov   | 10 pts. |
| Septième    | José Joaquín Rojas  | 9 pts.  |
| Huitième    | Tom Boonen          | 8 pts.  |
| Neuvième    | Philippe Gilbert    | 7 pts.  |
| Dixième     | Leonardo Duque      | 6 pts.  |
| Onzième     | Gert Steegmans      | 5 pts.  |
| Douzième    | Borut Božič         | 4 pts.  |
| Treizième   | Romain Feillu       | 3 pts.  |
| Quatorzième | Jimmy Engoulvent    | 2 pts.  |
| Quinzième   | André Greipel       | 1 pt.   |

| Premier     | Tyler Farrar         | 45 pts. |
| Deuxième    | Romain Feillu        | 35 pts. |
| Troisième   | José Joaquín Rojas   | 30 pts. |
| Quatrième   | Sébastien Hinault    | 26 pts. |
| Cinquième   | Mark Cavendish       | 22 pts. |
| Sixième     | Thor Hushovd         | 20 pts. |
| Septième    | Julian Dean          | 18 pts. |
| Huitième    | Borut Božič          | 16 pts. |
| Neuvième    | André Greipel        | 14 pts. |
| Dixième     | Jimmy Engoulvent     | 12 pts. |
| Onzième     | Denis Galimzyanov    | 10 pts. |
| Douzième    | Sébastien Turgot     | 8 pts.  |
| Treizième   | Edvald Boasson Hagen | 6 pts.  |
| Quatorzième | Gianni Meersman      | 4 pts.  |
| Quinzième   | Geraint Thomas       | 2 pts.  |

## Côte
- Côte du Pont de Saint-Nazaire, 4e catégorie (kilomètre 143)

| Premier | Mickaël Delage | 1 pt. |

## Classement de l'étape

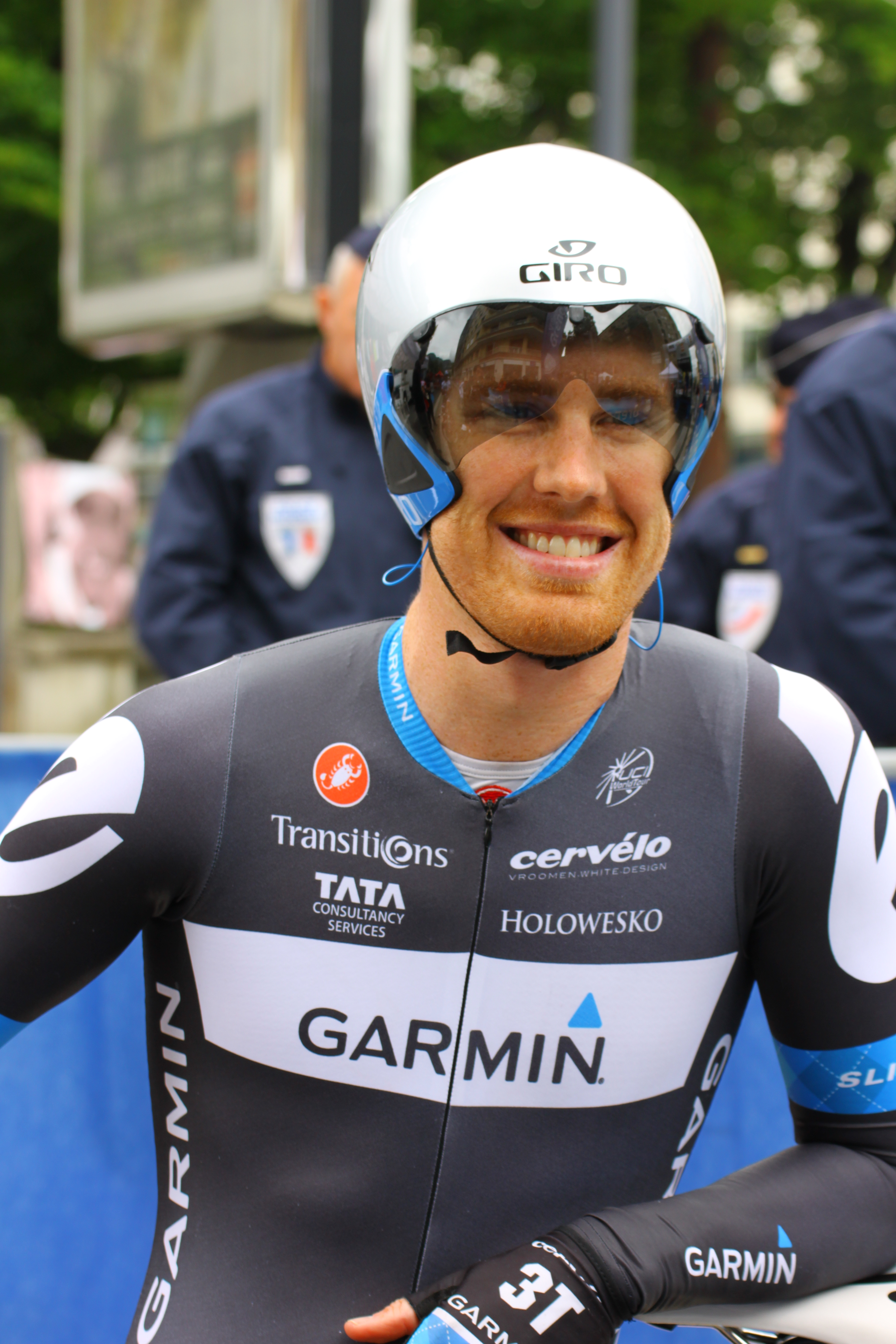
Tyler Farrar, vainqueur de l'étape

| Classement de la 3e étape | Classement de la 3e étape | Classement de la 3e étape | Classement de la 3e étape | Classement de la 3e étape |
|                           | Coureur                   | Pays                      | Équipe                    | Temps                     |
| ------------------------- | ------------------------- | ------------------------- | ------------------------- | ------------------------- |
| 1er                       | Tyler Farrar              | USA                       | Garmin-Cervélo            | en 4 h 40 min 21 s        |
| 2e                        | Romain Feillu             | FRA                       | Vacansoleil-DCM           | m.t.                      |
| 3e                        | José Joaquín Rojas        | ESP                       | Movistar                  | m.t.                      |
| 4e                        | Sébastien Hinault         | FRA                       | AG2R La Mondiale          | m.t.                      |
| 5e                        | Mark Cavendish            | GBR                       | HTC-Highroad              | m.t.                      |
| 6e                        | Thor Hushovd              | NOR                       | Garmin-Cervélo            | m.t.                      |
| 7e                        | Julian Dean               | NZL                       | Garmin-Cervélo            | m.t.                      |
| 8e                        | Borut Božič               | SLO                       | Vacansoleil-DCM           | m.t.                      |
| 9e                        | André Greipel             | GER                       | Omega Pharma-Lotto        | m.t.                      |
| 10e                       | Jimmy Engoulvent          | FRA                       | Saur-Sojasun              | m.t.                      |
| modifier                  |                           |                           |                           |                           |

## Classements à l'issue de l'étape

### Classement général
| Classement général | Classement général   | Classement général | Classement général | Classement général |
|                    | Coureur              | Pays               | Équipe             | Temps              |
| ------------------ | -------------------- | ------------------ | ------------------ | ------------------ |
| 1er                | Thor Hushovd         | NOR                | Garmin-Cervélo     | en 5 h 6 min 25 s  |
| 2e                 | David Millar         | GBR                | Garmin-Cervélo     | m.t.               |
| 3e                 | Cadel Evans          | AUS                | BMC Racing         | +1 s               |
| 4e                 | Geraint Thomas       | GBR                | Sky                | +4 s               |
| 5e                 | Linus Gerdemann      | GER                | Leopard-Trek       | +4 s               |
| 6e                 | Edvald Boasson Hagen | NOR                | Sky                | +4 s               |
| 7e                 | Fränk Schleck        | LUX                | Leopard-Trek       | +4 s               |
| 8e                 | Andy Schleck         | LUX                | Leopard-Trek       | +4 s               |
| 9e                 | Jakob Fuglsang       | DEN                | Leopard-Trek       | +4 s               |
| 10e                | Bradley Wiggins      | GBR                | Sky                | +4 s               |
| modifier           |                      |                    |                    |                    |

### Classement par points
| Classement par points | Classement par points | Classement par points | Classement par points | Classement par points |
| --------------------- | --------------------- | --------------------- | --------------------- | --------------------- |
|                       | Coureur               | Pays                  | Équipe                | Point(s)              |
| 1er                   | José Joaquín Rojas    | ESP                   | Movistar              | 64 points             |
| 2e                    | Tyler Farrar          | USA                   | Garmin-Cervélo        | 58 pts                |
| 3e                    | Philippe Gilbert      | BEL                   | Omega Pharma-Lotto    | 52 pts                |
| modifier              |                       |                       |                       |                       |

### Classement du meilleur grimpeur
| Classement du meilleur grimpeur | Classement du meilleur grimpeur | Classement du meilleur grimpeur | Classement du meilleur grimpeur | Classement du meilleur grimpeur |
| ------------------------------- | ------------------------------- | ------------------------------- | ------------------------------- | ------------------------------- |
|                                 | Coureur                         | Pays                            | Équipe                          | Point(s)                        |
| 1er                             | Philippe Gilbert                | BEL                             | Omega Pharma-Lotto              | 1 point                         |
| 2e                              | Mickaël Delage                  | FRA                             | FDJ                             | 1 pt                            |
| modifier                        |                                 |                                 |                                 |                                 |

### Classement du meilleur jeune
| Classement général du meilleur jeune | Classement général du meilleur jeune | Classement général du meilleur jeune | Classement général du meilleur jeune | Classement général du meilleur jeune |
|                                      | Coureur                              | Pays                                 | Équipe                               | Temps                                |
| ------------------------------------ | ------------------------------------ | ------------------------------------ | ------------------------------------ | ------------------------------------ |
| 1er                                  | Geraint Thomas                       | GBR                                  | Sky                                  | en 9 h 46 min 50 s                   |
| 2e                                   | Edvald Boasson Hagen                 | NOR                                  | Sky                                  | m.t.                                 |
| 3e                                   | Tejay van Garderen                   | USA                                  | HTC-Highroad                         | +1 s                                 |
| modifier                             |                                      |                                      |                                      |                                      |

### Classement par équipes
| Classement par équipes | Classement par équipes | Classement par équipes | Classement par équipes |
|                        | Équipe                 | Pays                   | Temps                  |
| ---------------------- | ---------------------- | ---------------------- | ---------------------- |
| 1re                    | Garmin-Cervélo         | États-Unis             | en 28 h 30 min 42 s    |
| 2e                     | BMC Racing             | États-Unis             | + 1 s                  |
| 3e                     | Leopard-Trek           | Luxembourg             | + 4 s                  |
| modifier               |                        |                        |                        |

## Abandons
Aucun abandon.